# 10e étape du Tour d'Espagne 2004
Pour un article plus général, voir Tour d'Espagne 2004.
La 10e étape du Tour d'Espagne 2004 a eu lieu le 13 septembre 2004 entre la ville de Alcoy et le sommet de Xorret de Catí sur une distance de 174,5 km. Elle a été remportée par l'Espagnol Eladio Jiménez (Comunidad Valenciana-Kelme) devant l'Australien Stuart O'Grady (Cofidis-Le Crédit par Téléphone) et Óscar Freire (Rabobank). L'Américain Floyd Landis (US Postal Service-Berry Floor) converse le maillot de leader du classement général à l'issue de l'étape.

## Classement de l'étape
| \| Classement de l'étape \| Classement de l'étape \| Classement de l'étape \| Classement de l'étape \| Classement de l'étape \| \| Coureur \| Coureur \| Pays \| Équipe \| Temps \| \| --------------------- \| --------------------- \| --------------------- \| ------------------------------- \| --------------------- \| \| 1er \| Eladio Jiménez \| Espagne \| Comunidad Valenciana-Kelme \| 4 h 31 min 57 s \| \| 2e \| Stuart O'Grady \| Australie \| Cofidis-Le Crédit par Téléphone \| + 32 s \| \| 3e \| Óscar Freire \| Espagne \| Rabobank \| + 48 s \| \| 4e \| Ruslan Ivanov \| Moldavie \| Alessio-Bianchi \| + 48 s \| \| 5e \| Juan Fuentes \| Espagne \| Saeco \| + 1 min 04 s \| \| 6e \| José Miguel Elías \| Espagne \| Relax-Bodysol \| + 1 min 10 s \| \| 7e \| Erik Zabel \| Allemagne \| T-Mobile \| + 1 min 50 s \| \| 8e \| Jorge Ferrío \| Espagne \| Costa de Almería-Paternina \| + 4 min 06 s \| \| 9e \| Alejandro Valverde \| Espagne \| Comunidad Valenciana-Kelme \| + 4 min 18 s \| \| 10e \| Roberto Heras \| Espagne \| Liberty Seguros \| + 4 min 18 s \| |                    |           |                                 |                 |
| |                    |           |                                 |                 |
| |                    |           |                                 |                 |
| Classement de l'étape |                    |           |                                 |                 |
| Coureur | Coureur            | Pays      | Équipe                          | Temps           |
| 1er | Eladio Jiménez     | Espagne   | Comunidad Valenciana-Kelme      | 4 h 31 min 57 s |
| 2e | Stuart O'Grady     | Australie | Cofidis-Le Crédit par Téléphone | + 32 s          |
| 3e | Óscar Freire       | Espagne   | Rabobank                        | + 48 s          |
| 4e | Ruslan Ivanov      | Moldavie  | Alessio-Bianchi                 | + 48 s          |
| 5e | Juan Fuentes       | Espagne   | Saeco                           | + 1 min 04 s    |
| 6e | José Miguel Elías  | Espagne   | Relax-Bodysol                   | + 1 min 10 s    |
| 7e | Erik Zabel         | Allemagne | T-Mobile                        | + 1 min 50 s    |
| 8e | Jorge Ferrío       | Espagne   | Costa de Almería-Paternina      | + 4 min 06 s    |
| 9e | Alejandro Valverde | Espagne   | Comunidad Valenciana-Kelme      | + 4 min 18 s    |
| 10e | Roberto Heras      | Espagne   | Liberty Seguros                 | + 4 min 18 s    |

## Classement général
| \| Classement général \| Classement général \| Classement général \| Classement général \| Classement général \| \| Coureur \| Coureur \| Pays \| Équipe \| Temps \| \| ------------------ \| -------------------------- \| ------------------ \| ----------------------------- \| ------------------ \| \| 1er \| Floyd Landis \| États-Unis \| US Postal Service-Berry Floor \| 36 h 23 min 51 s \| \| 2e \| Alejandro Valverde \| Espagne \| Comunidad Valenciana-Kelme \| + 9 s \| \| 3e \| Francisco Mancebo \| Espagne \| Illes Balears-Banesto \| + 29 s \| \| 4e \| Isidro Nozal \| Espagne \| Liberty Seguros \| + 32 s \| \| 5e \| Roberto Heras \| Espagne \| Liberty Seguros \| + 47 s \| \| 6e \| Manuel Beltrán \| Espagne \| US Postal Service-Berry Floor \| + 59 s \| \| 7e \| Carlos Sastre \| Espagne \| CSC \| + 1 min 35 s \| \| 8e \| Denis Menchov \| Russie \| Illes Balears-Banesto \| + 2 min 42 s \| \| 9e \| Aitor González \| Espagne \| Fassa Bortolo \| + 2 min 50 s \| \| 10e \| José Ángel Gómez Marchante \| Espagne \| Costa de Almería-Paternina \| + 4 min 16 s \| |                            |            |                               |                  |
| |                            |            |                               |                  |
| |                            |            |                               |                  |
| Classement général |                            |            |                               |                  |
| Coureur | Coureur                    | Pays       | Équipe                        | Temps            |
| 1er | Floyd Landis               | États-Unis | US Postal Service-Berry Floor | 36 h 23 min 51 s |
| 2e | Alejandro Valverde         | Espagne    | Comunidad Valenciana-Kelme    | + 9 s            |
| 3e | Francisco Mancebo          | Espagne    | Illes Balears-Banesto         | + 29 s           |
| 4e | Isidro Nozal               | Espagne    | Liberty Seguros               | + 32 s           |
| 5e | Roberto Heras              | Espagne    | Liberty Seguros               | + 47 s           |
| 6e | Manuel Beltrán             | Espagne    | US Postal Service-Berry Floor | + 59 s           |
| 7e | Carlos Sastre              | Espagne    | CSC                           | + 1 min 35 s     |
| 8e | Denis Menchov              | Russie     | Illes Balears-Banesto         | + 2 min 42 s     |
| 9e | Aitor González             | Espagne    | Fassa Bortolo                 | + 2 min 50 s     |
| 10e | José Ángel Gómez Marchante | Espagne    | Costa de Almería-Paternina    | + 4 min 16 s     |

## Classements annexes
| Classement par points | Classement par points | Classement par points | Classement par points           | Classement par points |
| Coureur               | Coureur               | Pays                  | Équipe                          | Points                |
| --------------------- | --------------------- | --------------------- | ------------------------------- | --------------------- |
| 1er                   | Stuart O'Grady        | Australie             | Cofidis-Le Crédit par Téléphone | 114 pts               |
| 2e                    | Erik Zabel            | Allemagne             | T-Mobile                        | 110 pts               |
| 3e                    | Óscar Freire          | Espagne               | Rabobank                        | 108 pts               |
| 4e                    | Alessandro Petacchi   | Italie                | Fassa Bortolo                   | 75 pts                |
| 5e                    | Alejandro Valverde    | Espagne               | Comunidad Valenciana-Kelme      | 72 pts                |

| Classement par points | Classement par points | Classement par points | Classement par points           | Classement par points |
| Coureur               | Coureur               | Pays                  | Équipe                          | Points                |
| --------------------- | --------------------- | --------------------- | ------------------------------- | --------------------- |
| 1er                   | Stuart O'Grady        | Australie             | Cofidis-Le Crédit par Téléphone | 114 pts               |
| 2e                    | Erik Zabel            | Allemagne             | T-Mobile                        | 110 pts               |
| 3e                    | Óscar Freire          | Espagne               | Rabobank                        | 108 pts               |
| 4e                    | Alessandro Petacchi   | Italie                | Fassa Bortolo                   | 75 pts                |
| 5e                    | Alejandro Valverde    | Espagne               | Comunidad Valenciana-Kelme      | 72 pts                |

| Classement de la montagne | Classement de la montagne | Classement de la montagne | Classement de la montagne  | Classement de la montagne |
| Coureur                   | Coureur                   | Pays                      | Équipe                     | Points                    |
| ------------------------- | ------------------------- | ------------------------- | -------------------------- | ------------------------- |
| 1er                       | José Miguel Elías         | Espagne                   | Relax-Bodysol              | 48 pts                    |
| 2e                        | Eladio Jiménez            | Espagne                   | Comunidad Valenciana-Kelme | 38 pts                    |
| 3e                        | David Fernández Domingo   | Espagne                   | Costa de Almería-Paternina | 35 pts                    |
| 4e                        | Francisco Mancebo         | Espagne                   | Illes Balears-Banesto      | 33 pts                    |
| 5e                        | Félix Cárdenas            | Colombie                  | Cafés Baqué                | 32 pts                    |

| Classement de la montagne | Classement de la montagne | Classement de la montagne | Classement de la montagne  | Classement de la montagne |
| Coureur                   | Coureur                   | Pays                      | Équipe                     | Points                    |
| ------------------------- | ------------------------- | ------------------------- | -------------------------- | ------------------------- |
| 1er                       | José Miguel Elías         | Espagne                   | Relax-Bodysol              | 48 pts                    |
| 2e                        | Eladio Jiménez            | Espagne                   | Comunidad Valenciana-Kelme | 38 pts                    |
| 3e                        | David Fernández Domingo   | Espagne                   | Costa de Almería-Paternina | 35 pts                    |
| 4e                        | Francisco Mancebo         | Espagne                   | Illes Balears-Banesto      | 33 pts                    |
| 5e                        | Félix Cárdenas            | Colombie                  | Cafés Baqué                | 32 pts                    |

| Classement du combiné | Classement du combiné | Classement du combiné | Classement du combiné      | Classement du combiné |
| Coureur               | Coureur               | Pays                  | Équipe                     | Points                |
| --------------------- | --------------------- | --------------------- | -------------------------- | --------------------- |
| 1er                   | Francisco Mancebo     | Espagne               | Illes Balears-Banesto      | 17 pts                |
| 2e                    | Alejandro Valverde    | Espagne               | Comunidad Valenciana-Kelme | 19 pts                |
| 3e                    | Roberto Heras         | Espagne               | Liberty Seguros            | 20 pts                |
| 4e                    | Isidro Nozal          | Espagne               | Liberty Seguros            | 24 pts                |
| 5e                    | Denis Menchov         | Russie                | Illes Balears-Banesto      | 26 pts                |

| Classement du combiné | Classement du combiné | Classement du combiné | Classement du combiné      | Classement du combiné |
| Coureur               | Coureur               | Pays                  | Équipe                     | Points                |
| --------------------- | --------------------- | --------------------- | -------------------------- | --------------------- |
| 1er                   | Francisco Mancebo     | Espagne               | Illes Balears-Banesto      | 17 pts                |
| 2e                    | Alejandro Valverde    | Espagne               | Comunidad Valenciana-Kelme | 19 pts                |
| 3e                    | Roberto Heras         | Espagne               | Liberty Seguros            | 20 pts                |
| 4e                    | Isidro Nozal          | Espagne               | Liberty Seguros            | 24 pts                |
| 5e                    | Denis Menchov         | Russie                | Illes Balears-Banesto      | 26 pts                |

| Classement par équipes | Classement par équipes        | Classement par équipes | Classement par équipes |
| Équipe                 | Équipe                        | Pays                   | Temps                  |
| ---------------------- | ----------------------------- | ---------------------- | ---------------------- |
| 1re                    | Comunidad Valenciana-Kelme    | Espagne                | 109 h 12 min 24 s      |
| 2e                     | US Postal Service-Berry Floor | États-Unis             | + 6 min 41 s           |
| 3e                     | Liberty Seguros               | Espagne                | + 8 min 36 s           |
| 4e                     | Illes Balears-Banesto         | Espagne                | + 10 min 16 s          |
| 5e                     | Saunier Duval-Prodir          | Espagne                | + 16 min 24 s          |

| Classement par équipes | Classement par équipes        | Classement par équipes | Classement par équipes |
| Équipe                 | Équipe                        | Pays                   | Temps                  |
| ---------------------- | ----------------------------- | ---------------------- | ---------------------- |
| 1re                    | Comunidad Valenciana-Kelme    | Espagne                | 109 h 12 min 24 s      |
| 2e                     | US Postal Service-Berry Floor | États-Unis             | + 6 min 41 s           |
| 3e                     | Liberty Seguros               | Espagne                | + 8 min 36 s           |
| 4e                     | Illes Balears-Banesto         | Espagne                | + 10 min 16 s          |
| 5e                     | Saunier Duval-Prodir          | Espagne                | + 16 min 24 s          |